# Ludwig Karpath

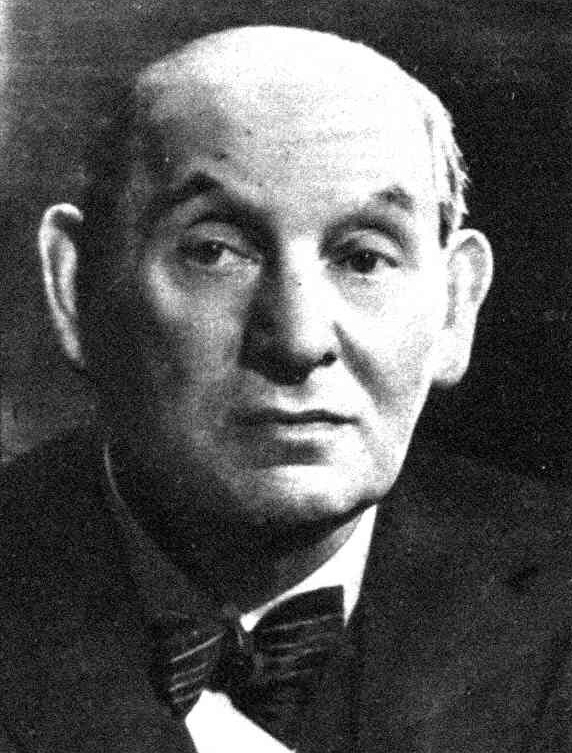
Ludwig Karpath

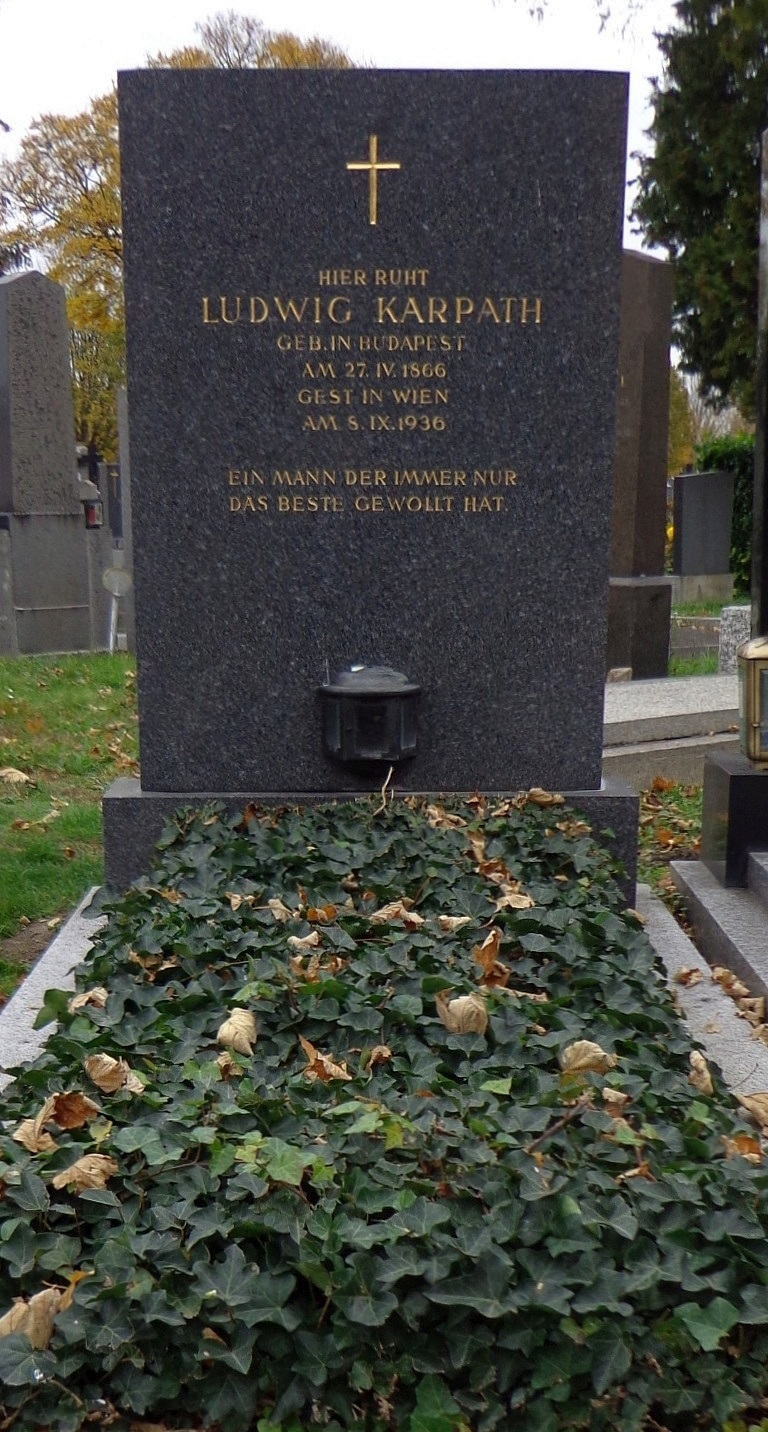
Grabstätte von Ludwig Karpath mit der von ihm testamentarisch verfügten Aufschrift (im Testament ist das fehlende Komma vorhanden)

Ludwig Karpath (* 27. April 1866 in Pest, Kaisertum Österreich; † 8. September 1936 in Wien; auch Ludwig Kárpáth) war ein österreichischer Musikschriftsteller.

## Leben
Ludwig Karpath, Sohn von Moritz Karpath und dessen Frau Johanna, geb. Goldmark, war ein Neffe des Komponisten Karl Goldmark. Er absolvierte in Budapest das Gymnasium und studierte am dortigen Konservatorium Geige, Komposition und Musikgeschichte. Daneben nahm er Gesangsunterricht und ließ sich zum Bassbariton ausbilden.
1885 übersiedelte er nach Wien. 1886 unternahm er eine Studienreise nach Amerika, wo er als Musiker und Opernsänger tätig war. 1888 ließ er sich endgültig in Wien nieder und arbeitete er für verschiedene Wiener Zeitungen als Musikkritiker. 1894 bis 1921 war er ständiger Musikreferent für das Neue Wiener Tagblatt und von 1914 bis 1917 Redakteur der Musikzeitschrift Der Merker. Er setzte sich für die Verstaatlichung des Konservatoriums, die Gründung der Volksoper und den Bau des Konzerthauses ein und war ein bekannter Förderer junger Talente. Ab 1923 war er in der Bundestheaterverwaltung als Konsulent für musikalische Angelegenheiten tätig.
Karpath war mit zahlreichen Komponisten, wie Johannes Brahms, Pietro Mascagni, Giacomo Puccini, Gustav Mahler und dessen Frau Alma, Max Reger und Siegfried und Cosima Wagner sowie Musikern, etwa Arthur Nikisch, Hans Richter oder Felix Mottl befreundet. Richard Strauss widmete ihm 1924 sein Ballett Schlagobers. In mehreren Veröffentlichungen widmete er sich diesen Personen, als Gourmet gab er auch ein Kochbuch heraus.
Am 10. September 1936 wurde Karpath in einem ehrenhalber gewidmeten Grab auf dem Wiener Zentralfriedhof (Gruppe 30D, Reihe 1, Nr. 170) beigesetzt.

## Auszeichnungen
- Titel Hofrat (1926)
- Ehrenring der Stadt Wien (28. April 1936)[1]
- Offizierskreuz des österreichischen Verdienstordens
- Ritterkreuz des schwedischen Wasaordens, 1. Klasse
- Titel Professor

## Werke
- Siegfried Wagner als Mensch und Künstler. Leipzig 1902, Reihe Moderne Musiker, Band 10.
- Der Kobold von Siegfried Wagner. Eine Erläuterung der Dichtung und Musik. H. Seemann Nfg. Berlin/Leipzig, o. J. (1904).
- Zu den Briefen Richard Wagners an eine Putzmacherin. Unterredung mit der Putzmacherin Bertha. Ein Beitrag zur Lebensgeschichte Richard Wagners. Harmonie, Berlin 1906.
- Unarten und Rücksichtslosigkeiten. Knepler, Wien 1913.
- Richard Wagner, „Der Schuldenmacher“. Mit zahlreichen, unbekannten und ungedruckten Dokumenten, Rechnungen, Schuldscheinen und Briefen. Kamoenenverlag, Wien/Leipzig 1914.
- Lachende Musiker. Anekdotisches von Richard Wagner, Richard Strauss, Franz Liszt, Brahms, Bruckner, Goldmark, Hugo Wolf, Gustav Mahler und anderen Musikern. Erlebtes und Nacherzähltes. Mit einem Geleitwort von Leo Slezak. Knorr & Hirth, München 1929.
- Begegnung mit dem Genius. Denkwürdige Erlebnisse mit Johannes Brahms, Gustav Mahler, Hans Richter, Max Reger, Puccini, Mascagni, Leoncavallo, Fürstin Marie Hohenlohe, Fürstin Pauline Metternich, Franz Lehár und vielen anderen bedeutenden Menschen. 2. Auflage. Fiba, Wien 1934.
- Jedermann seine eigene Köchin. 222 auserlesene Kochrezepte mit Ratschlägen und einer Betrachtung über Feinschmeckerei. Knorr & Hirth, München 1928.
3., neuerlich erweiterte Auflage. Knorr & Hirth, München 1930.

Herausgeber und Vorworte
- Richard Wagner. Briefe an Hans Richter. Hrsg. von Ludwig Karpath. Zsolnay, Wien 1924.
- Hugo Knepler: O, diese Künstler. Indiskretionen eines Managers. Geleitwort von Ludwig Karpath. Fiba, Wien 1930. (Vorwort).

Posthume Veröffentlichungen
- Österreich tafelt. Mit einer kleinen Tischrede von Felix Salten und einem Bildnis des Gastgebers von Hilde Spiel. Prestel, München 1973, ISBN 3-7913-0059-8.
- Kalbsschnitzel "Casa Mahler". Ein sehr wienerisches Kochbuch aus der Rezeptensammlung berühmter Persönlichkeiten. Metroverlag, Wien 2008, ISBN  978-3-902517-66-1.